# Jugoslaviska fotbollscupen
Jugoslaviska fotbollscupen var en nationell herrfotbollsturnering i det dåvarande Jugoslavien. Första mästarna korades 1923. Mest framgångsrika klubb var Röda stjärnan från Belgrad med 12 titlar.

## Vinnare

### Förklaring
| (O)           | Omspel                                   |
|               | spelades hemma-borta                     |
| *             | förlängning                              |
| dagger        | matchen avgjord på straffar              |
| double-dagger | vinnare av dubbeln                       |
| Kursiv stil   | Laget vid tillfället ej i toppdivisionen |

### Kungariket Jugoslavien
| Säsong | Etta              | Finalresultat | Tvåa        |
| ------ | ----------------- | ------------- | ----------- |
| 1923   | HAŠK Zagreb       |               |             |
| 1924   | Zagreb XI         | 3–2           | Split XI    |
| 1925   | Zagreb XI         | 3–1           | Split XI    |
| 1926   | Zagreb XI         | 3–1           | Belgrad XI  |
| 1927   | Belgrad XI        | 3–0           | Subotica XI |
| 1928   |                   |               |             |
| 1930   |                   |               |             |
| 1934   | BSK Beograd       |               |             |
| 1936   | SK Jugoslavija    |               |             |
| 1940   | Građanski Zagreb* |               |             |

- Građanski Zagrebs titel 1940 ej verifierbar

Vinnarna av 1928 och 1930 års turneringar okänt.

### SFR Jugoslavien
| Säsong    | Etta                 | Resultat | Tvåa                 | Spelplats                                  | Publiksiffra   |
| --------- | -------------------- | -------- | -------------------- | ------------------------------------------ | -------------- |
| 1947      | Partizan (1)         | 2–0      | Naša Krila Zemun     | Stadion JNA                                | 10 000         |
| 1948      | Röda stjärnan (1)    | 3–0      | Partizan             | Stadion Crvena Zvezda                      | 30 000         |
| 1949      | Röda stjärnan (2)    | 3–2      | Naša Krila Zemun     | Stadion JNA                                | 50 000         |
| 1950      | Röda stjärnan (3)    | *1–1 *   | Dinamo Zagreb        | Stadion JNA                                | 50 000         |
| (O)       | Röda stjärnan (4)    | 3–0      | Dinamo Zagreb        | Stadion JNA                                | 45 000         |
| 1951      | Dinamo Zagreb (1)    | 4–0      | Vojvodina            | Stadion Maksimir; Stadion JNA              | 15 000; 20 000 |
| 1952      | Partizan (2)         | 6–0      | Röda stjärnan        | Stadion JNA                                | 60 000         |
| 1953      | BSK Beograd (1)      | 2–0      | Hajduk Split         | Stadion JNA                                | 50 000         |
| 1954      | Partizan (3)         | 4–1      | Röda stjärnan        | Stadion JNA                                | 40 000         |
| 1955      | BSK Beograd (2)      | 2–0      | Hajduk Split         | Stadion JNA                                | 20 000         |
| 1956/1957 | Partizan (4)         | 5–3      | Radnički Beograd     | Stadion JNA                                | 12 000         |
| 1957/1958 | Röda stjärnan (5)    | 4–0      | Velež Mostar         | Stadion JNA                                | 30 000         |
| 1958/1959 | Röda stjärnan (6)    | 3–1      | Partizan             | Stadion JNA                                | 50 000         |
| 1959/1960 | Dinamo Zagreb (2)    | 3–2      | Partizan             | Stadion JNA                                | 40 000         |
| 1960/1961 | Vardar (1)           | 2–1      | Varteks              | Stadion JNA                                | 15 000         |
| 1961/1962 | OFK Beograd (3)      | 4–1      | Spartak Subotica     | Stadion JNA                                | 10 000         |
| 1962/1963 | Dinamo Zagreb (3)    | 4–1      | Hajduk Split         | Stadion JNA                                | 30 000         |
| 1963/1964 | Röda stjärnan (7)    | 3–0      | Dinamo Zagreb        | Stadion Crvena Zvezda                      | 60 000         |
| 1964/1965 | Dinamo Zagreb (4)    | 2–1      | Budućnost Titograd   | Stadion Crvena Zvezda                      | 13 000         |
| 1965/1966 | OFK Beograd (4)      | 6–2      | Dinamo Zagreb        | Stadion JNA                                | 35 000         |
| 1966/1967 | Hajduk Split (1)     | 2–1      | Sarajevo             | Stadion Stari plac                         | 15 000         |
| 1967/1968 | Röda stjärnan (8)    | 7–0      | Bor                  | Stadion Crvena Zvezda                      | 10 000         |
| 1968/1969 | Dinamo Zagreb (5)    | *3–3 *   | Hajduk Split         | Stadion JNA                                | 20 000         |
| (O)       | Dinamo Zagreb (5)    | 3–0      | Hajduk Split         | Stadion JNA                                | 15 000         |
| 1969/1970 | Röda stjärnan (9)    | *3–2 *   | Olimpija Ljubljana   | Bežigrajski stadion; Stadion Crvena Zvezda | 6 000; 30 000  |
| 1970/1971 | Röda stjärnan (10)   | 6–0      | Sloboda Tuzla        | Stadion Tušanj; Stadion Crvena Zvezda      | 7 000; 6 000   |
| 1971/1972 | Hajduk Split (2)     | 2–1      | Dinamo Zagreb        | Stadion JNA                                | 15 000         |
| 1973      | Hajduk Split (3)     | 3–2      | Röda stjärnan        | Stadion Stari plac; Stadion Crvena Zvezda  | 25 000; 10 000 |
| 1974      | Hajduk Split (4)     | 1–0      | Borac Banja Luka     | Stadion JNA                                | 20 000         |
| 1975/1976 | Hajduk Split (5)     | *1–0 *   | Dinamo Zagreb        | Stadion Crvena Zvezda                      | 60 000         |
| 1976/1977 | Hajduk Split (6)     | *2–0 *   | Budućnost Titograd   | Stadion Crvena Zvezda                      | 60 000         |
| 1977/1978 | Rijeka (1)           | *1–0 *   | Trepča               | Stadion Crvena Zvezda                      | 40 000         |
| 1978/1979 | Rijeka (2)           | 2–1      | Partizan             | Stadion Kantrida; Stadion Crvena Zvezda    | 20 000; 55 000 |
| 1979/1980 | Dinamo Zagreb (6)    | 2–1      | Röda stjärnan        | Stadion Maksimir; Stadion Crvena Zvezda    | 50 000; 50 000 |
| 1980/1981 | Velež Mostar (1)     | 3–2      | Željezničar Sarajevo | Stadion Crvena Zvezda                      | 40 000         |
| 1981/1982 | Röda stjärnan (11)   | 6–4      | Dinamo Zagreb        | Stadion Maksimir; Stadion Crvena Zvezda    | 50 000; 60 000 |
| 1982/1983 | Dinamo Zagreb (7)    | 3–2      | Sarajevo             | Stadion Crvena Zvezda                      | 25 000         |
| 1983/1984 | Hajduk Split (7)     | 2–1      | Röda stjärnan        | Stadion Poljud; Stadion Crvena Zvezda      | 12 000; 70 000 |
| 1984/1985 | Röda stjärnan (12)   | 3–2      | Dinamo Zagreb        | Stadion Maksimir; Stadion JNA              | 40 000; 60 000 |
| 1985/1986 | Velež Mostar (2)     | 3–1      | Dinamo Zagreb        | Stadion JNA                                | 40 000         |
| 1986/1987 | Hajduk Split (8)     | †1–1     | Rijeka               | Stadion JNA                                | 30 000         |
| 1987/1988 | Borac Banja Luka (1) | 1–0      | Röda stjärnan        | Stadion JNA                                | 25 000         |
| 1988/1989 | Partizan (5)         | 6–1      | Velež Mostar         | Stadion JNA                                | 35 000         |
| 1989/1990 | Röda stjärnan (13)   | 1–0      | Hajduk Split         | Stadion JNA                                | 35 000         |
| 1990/1991 | Hajduk Split (9)     | 1–0      | Röda stjärnan        | Stadion JNA                                | 7 000          |
| 1991/1992 | Partizan (6)         | 3–2      | Röda stjärnan        | Stadion Crvena Zvezda; Stadion JNA         | 33 024; 39 370 |